# Artus Quellinus de Jonge

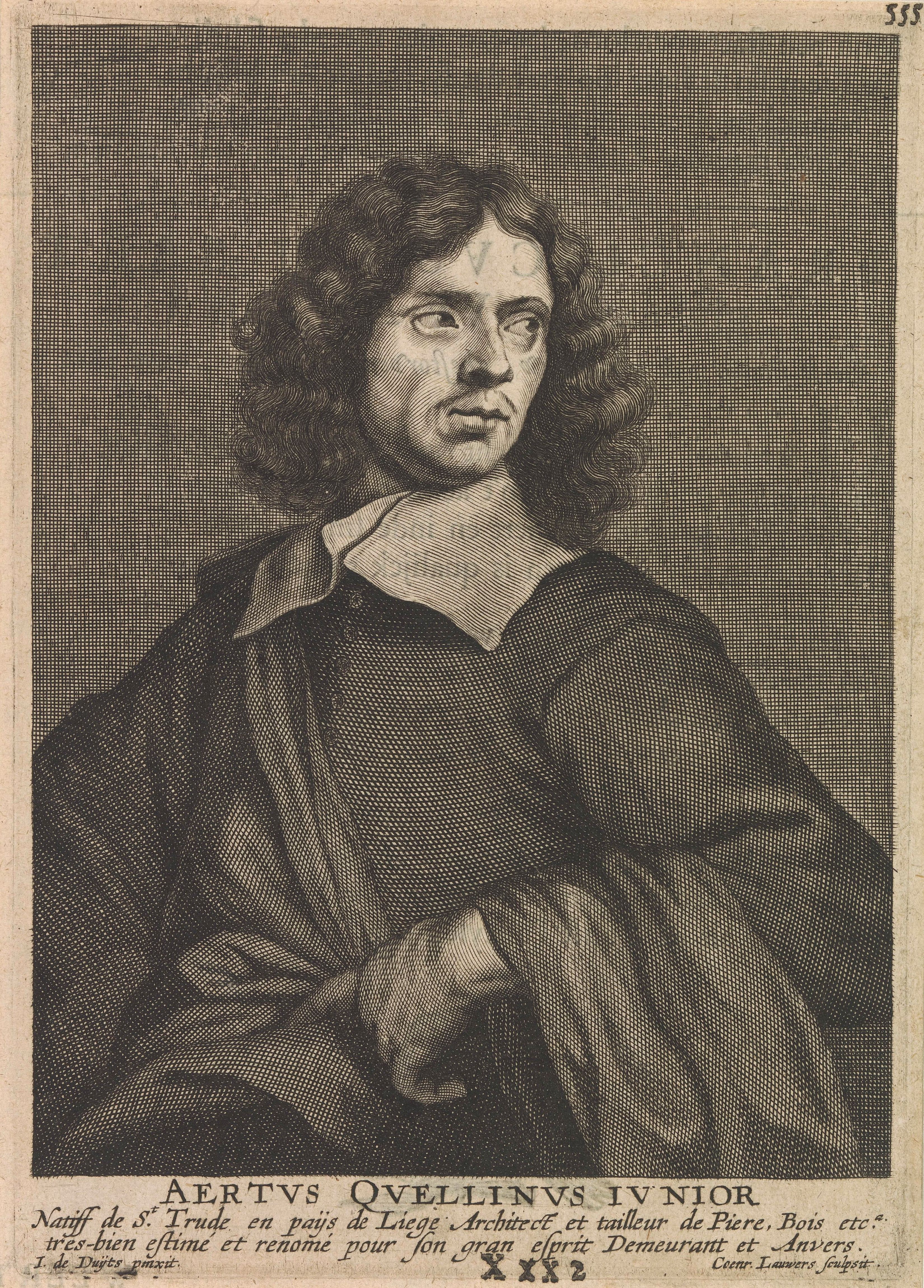
Artus Quellinus de Jonge

Artus Quellinus de Jonge (ook 'Artus Quellien' genoemd, Sint-Truiden, 20 november 1625 – Antwerpen, 30 november 1700) was een Zuid-Nederlands beeldhouwer.

## Biografie

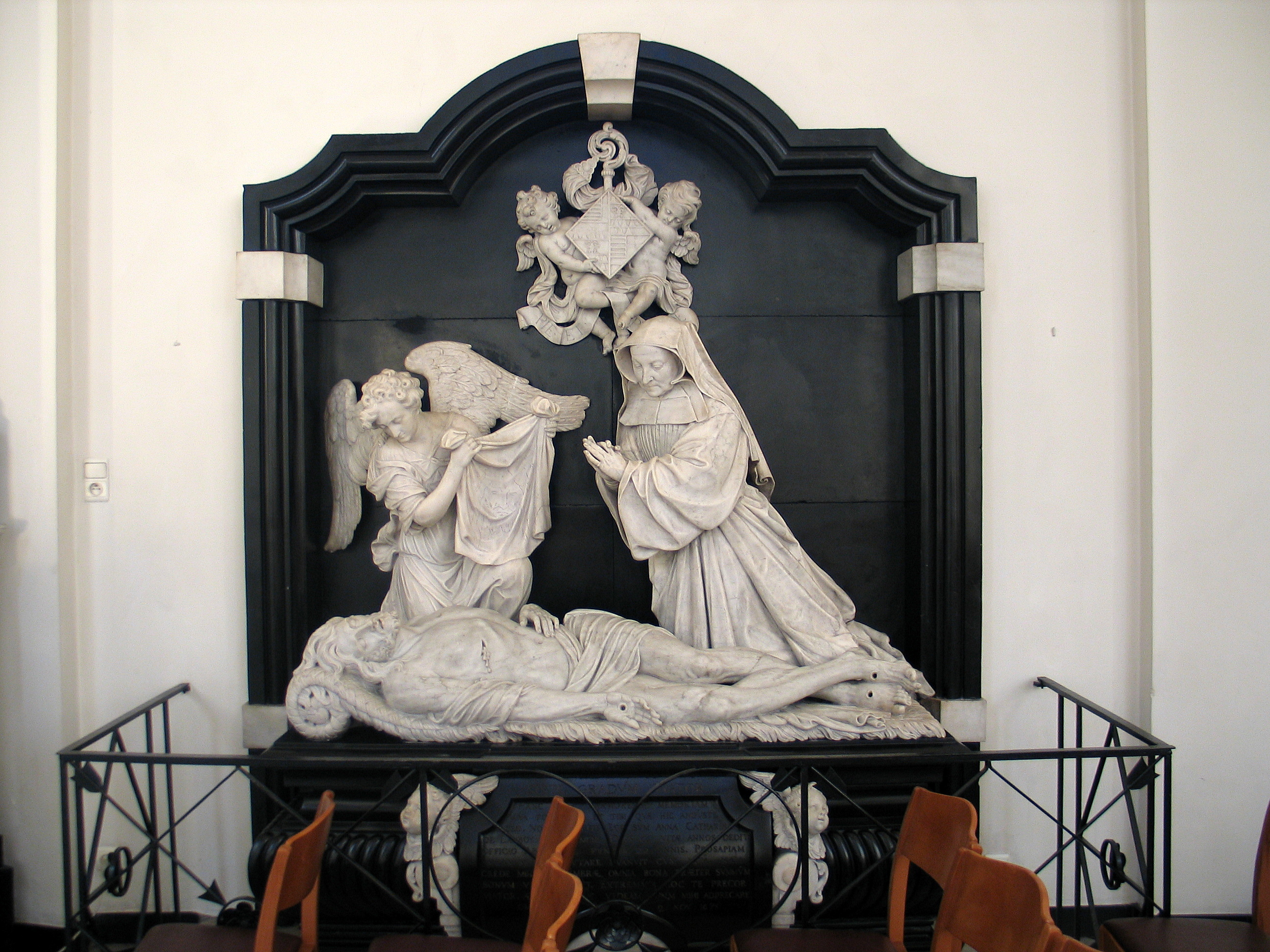
Praalgraf abdis Anna Catherina de Lamboy

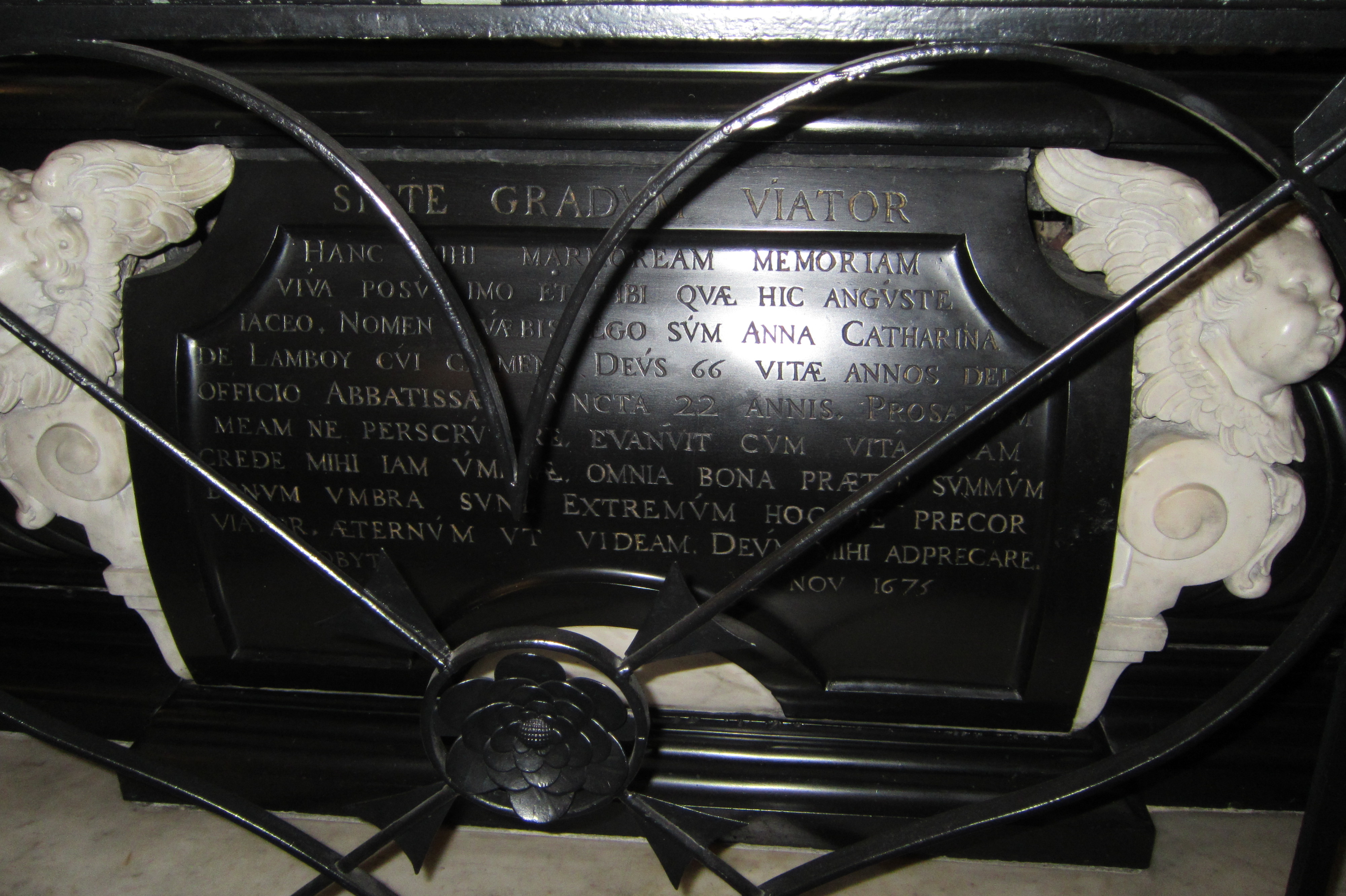
Cartouche op sarcofaag praalgraf Anna Catharina de Lamboy

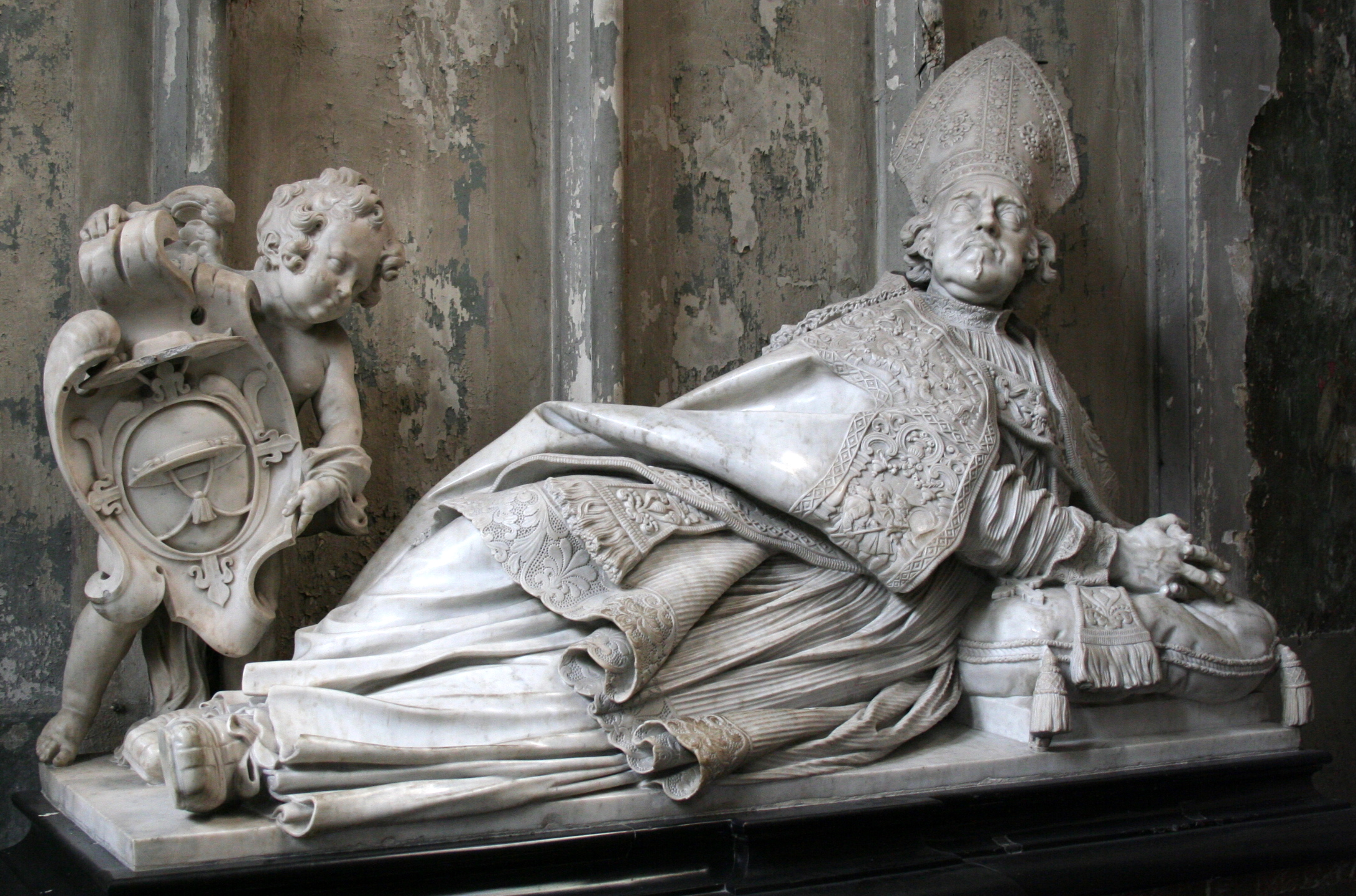
Praalgraf van bisschop Marius Ambrosius Capello in de Onze-Lieve-Vrouwekathedraal (Antwerpen)

De kunstenaar wordt ook wel aangeduid als Artus Quellinus II. Hij was een neef van Artus Quellinus de Oude, eveneens beeldhouwer.
Quellinus was in 1650-1651 meester van het Antwerpse Sint-Lucasgilde. Onder leiding van Artus de Oude werkte hij gedurende enkele jaren mee aan de versiering van het Stadhuis van Amsterdam, thans het Paleis op de Dam.
Hij ondernam waarschijnlijk een reis naar Rome en vestigde zich daarna in Antwerpen, waar hij veel bijdroeg aan de versiering van kerken, in de vorm van kansels, grafmonumenten, communiebanken en dergelijke. Voor de Antwerpse kathedraal ontwierp hij het praalgraf van de bisschop Marius Ambrosius Capello; voor de abdijkerk van Herkenrode maakte hij het mausoleum voor de abdis Anna Catharina de Lamboy, thans opgesteld in de Virga Jessebasiliek van Hasselt.

## Werken
- Het praalgraf van de abdis van Herkenrode, Anna Catharina de Lamboy (1609-1675) van de hand van de kunstenaar, staat sinds 1802 rechts voor opgesteld in de Virga Jessebasiliek van Hasselt. Onderaan bevindt er zich de tombe of sarcofaag met tekst in een cartouche. Daarop in driehoekscompositie, op een mat rustende overleden Christus als basis. Links knielt een engel met zweetdoek, rechts de in waardig habijt voorgestelde knielende abdis, haar ogen gericht op de realistisch afgebeelde Christus, compleet met doorboorde handen en steekwonde in de lenden. De denkbeeldige driehoek wordt bekroond met twee zwevende putti of engeltjes die het abdissenwapen met de kromstaf dragen. Het geheel stelt de graflegging van Christus voor en is in barokstijl uitgevoerd.

Het kostte indertijd 2800 Brabantse gulden, te betalen in drie termijnen volgens een contract uit 1668. Daarin stond gesteld dat de kunstenaar zelf bij de oprichting aanwezig moest zijn. Daarbij moest de achterliggende nis in zwart marmer zijn, het mooiste dat er te vinden is.
In de cartouche op de tombe richt de abdis zich rechtstreeks tot de toeschouwer in de volgende bewoordingen: "Sta even stil, reiziger, bij het marmeren gedenkteken dat ik bij leven oprichtte, voor mij en voor jou. Je vraagt: wie ik ben? Ik ben Anna Catharina de Lamboy, aan wie God in zijn goedheid 66 levensjaren schonk. Tweeëntwintig jaar lang heb ik het ambt van abdis bekleed. Tracht mijn stamboom niet na te trekken, want die is samen met mijn leven vergaan. Geloof mij, ik ben slechts een schaduw, want alles is vergankelijk, alleen het allerhoogste goed niet. Dit is het laatste wat ik je vraag, reiziger: bid voor mij, dat ik de eeuwige God mag aanschouwen. Overleden op 2 november 1675."
Dit praalgraf combineert innige vroomheid met uiterlijk vertoon. De abdis bezint zich tegelijkertijd over het mysterie van het lijden van Christus en de vergankelijkheid van het aardse bestaan. Het geheel straalt bij al deze devotie gezag en waardigheid uit.
- Rosa van Lima. Dit beeld van Artus Quellinus de Jonge staat in de Sint-Pauluskerk in Antwerpen. Het is rond 1668 gemaakt in marmer uit Carrara. De esthetische kracht en de sierlijke gratie van de laatbarok is zichtbaar. De slanke gestalte van de heilige is verborgen onder de beweeglijke plooien van het kleed die de meditatie en de innerlijke rust van de heilige versterken. Het naakte Jezuskindje en de twee mollige engeltjes op het voetstuk zijn bekoorlijk. De liefdevolle bewondering van de heilige voor het Kind en haar innige ingetogenheid zijn verfijnd weergegeven. De dominicanes Rosa van Lima, de eerste Amerikaanse heilige, is de patrones van de haven van Lima. Daarom draagt een der engeltjes een anker.

## Galerij

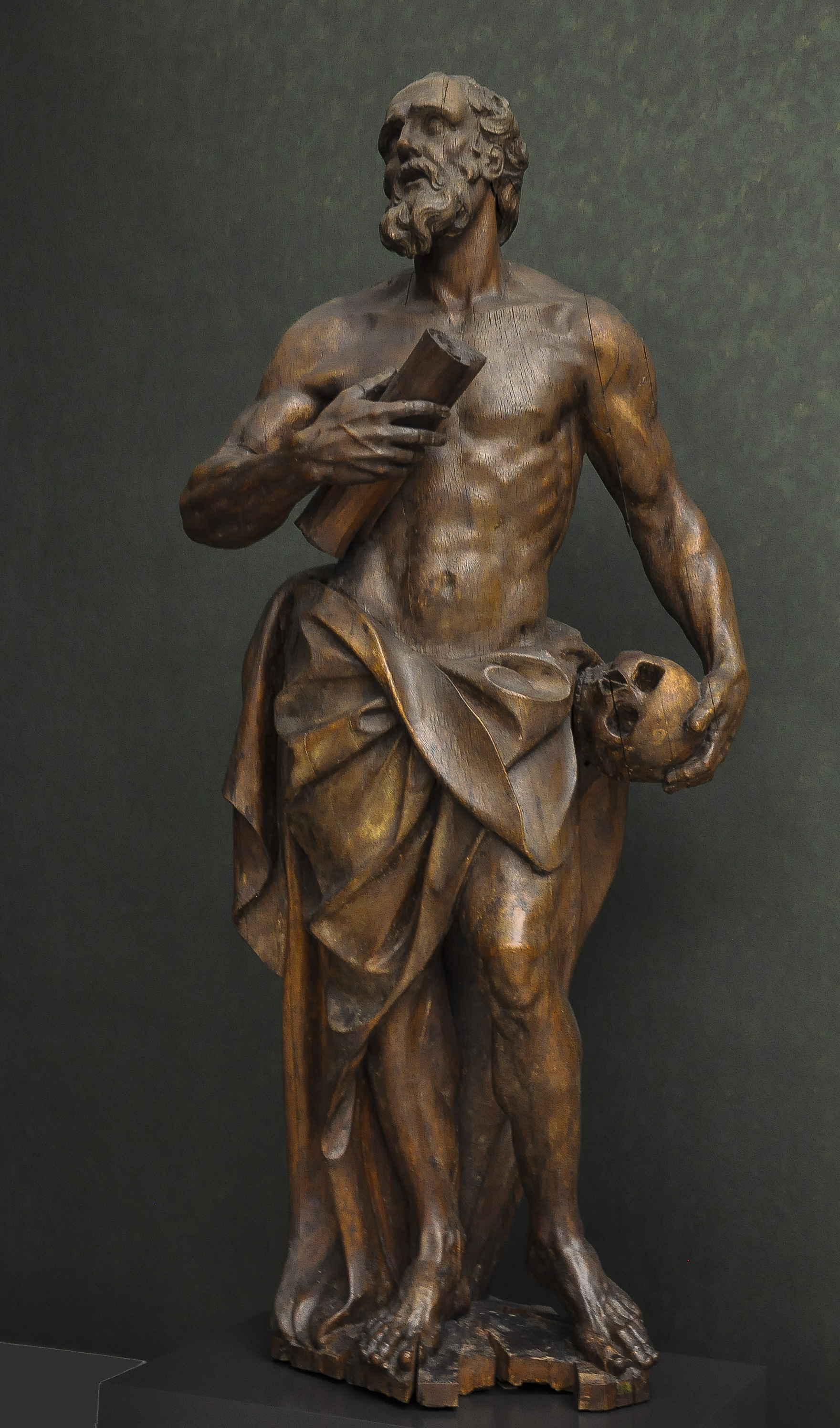
De heilige Hiëronymus - Museum voor Schone Kunsten (Gent)
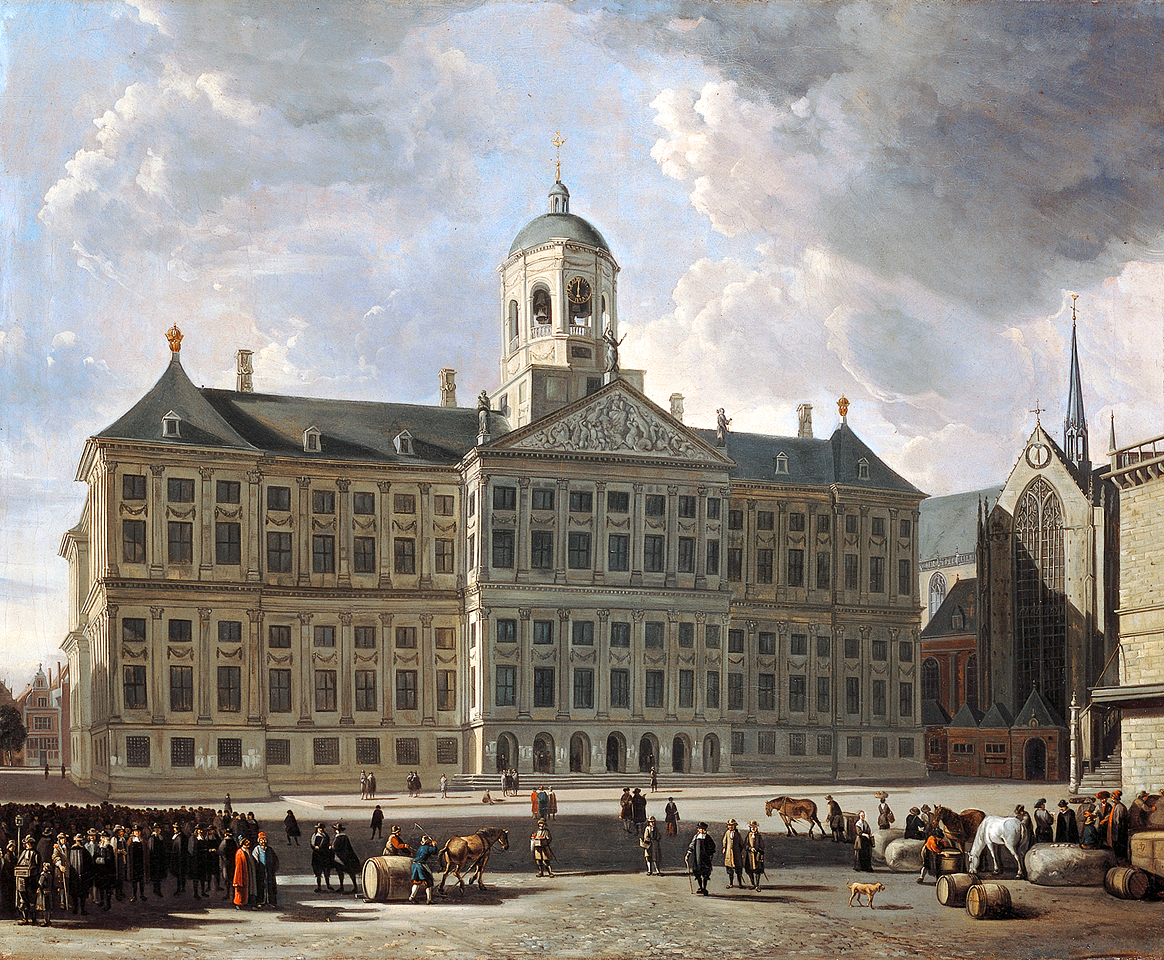
Het Paleis op de Dam omstreeks 1670 door Gerrit Adriaenszoon Berckheyde